# Campionato mondiale di street hockey femminile 2015
Il 5º Campionato mondiale di street hockey femminile, si tenne nel periodo fra il 22 e il 28 giugno 2015 in Svizzera, nella città di Zugo.
Il torneo è stato vinto dalla Canada, la quale ha conquistato il suo terzo titolo sconfiggendo in finale la Rep. Ceca per 5-1. La Slovacchia, sconfiggendo la Stati Uniti per 5-1 ottenne la medaglia di bronzo.

## Girone
| Pos. |             | PG | V | N | P | GF | GS | DR  | Pt | Accede a           |
| 1.   | Canada      | 6  | 6 | 0 | 0 | 38 | 6  | +32 | 12 | finale             |
| 2.   | Rep. Ceca   | 6  | 4 | 1 | 1 | 18 | 9  | +9  | 9  | finale             |
| 3.   | Slovacchia  | 6  | 4 | 0 | 2 | 23 | 8  | +15 | 8  | Finale 3º/4º posto |
| 4.   | Stati Uniti | 6  | 3 | 0 | 3 | 21 | 11 | +10 | 6  | Finale 3º/4º posto |
| 5.   | Italia      | 6  | 2 | 1 | 3 | 11 | 23 | -12 | 5  | Finale 5º/6º posto |
| 6.   | Svizzera    | 6  | 1 | 0 | 5 | 12 | 30 | -18 | 2  | Finale 5º/6º posto |
| 7.   | Regno Unito | 6  | 0 | 0 | 6 | 2  | 38 | -36 | 0  |                    |

| Zugo 22 giugno 2015, ore 10:00 | Canada | 10 – 0 (4-0; 3-0; 3-0) | Regno Unito | (118 spett.) |

| Zugo 20 giugno 2015, ore 19:00 | Slovacchia | 3 – 0 (2-0; 1-0; 0-0) | Stati Uniti | (124 spett.) |

| Zugo 22 giugno 2015, ore 15:00 | Rep. Ceca | 5 – 2 (1-2; 2-0; 2-0) | Svizzera | (467 spett.) |

| Zugo 22 giugno 2015, ore 20:00 | Canada | 10 – 0 (3-0; 2-0; 5-0) | Italia | (104 spett.) |

| Zugo 23 giugno 2015, ore 12:30 | Stati Uniti | 8 – 0 (3-0; 4-0; 1-0) | Regno Unito | (65 spett.) |

| Zugo 23 giugno 2015, ore 20:00 | Italia | 6 – 2 (2-1; 3-0; 1-1) | Svizzera | (412 spett.) |

| Zugo 23 giugno 2015, ore 20:00 | Rep. Ceca | 2 – 1 (1-1; 1-0; 0-0) | Slovacchia | (107 spett.) |

| Zugo 24 giugno 2015, ore 10:45 | Slovacchia | 4 – 0 (2-0; 2-0; 0-0) | Italia | (89 spett.) |

| Zugo 24 giugno 2015, ore 13:00 | Canada | 9 – 1 (3-0; 3-1; 3-0) | Svizzera | (481 spett.) |

| Zugo 24 giugno 2015, ore 17:45 | Rep. Ceca | 3 – 2 (0-1; 1-1; 2-0) | Stati Uniti | (198 spett.) |

| Zugo 24 giugno 2015, ore 20:00 | Slovacchia | 7 – 1 (1-0; 4-1; 2-0) | Regno Unito | (119 spett.) |

| Zugo 25 giugno 2015, ore 13:00 | Stati Uniti | 6 – 2 (3-0; 0-0; 3-2) | Italia | (216 spett.) |

| Zugo 25 giugno 2015, ore 15:30 | Canada | 2 – 1 (0-0; 2-1; 0-0) | Slovacchia | (237 spett.) |

| Zugo 25 giugno 2015, ore 20:00 | Svizzera | 4 – 0 (1-0; 1-0; 2-0) | Regno Unito | (315 spett.) |

| Zugo 26 giugno 2015, ore 10:45 | Rep. Ceca | 6 – 0 (2-0; 2-0; 2-0) | Regno Unito | (98 spett.) |

| Zugo 26 giugno 2015, ore 10:45 | Slovacchia | 7 – 3 (2-2; 2-0; 3-1) | Svizzera | (103 spett.) |

| Zugo 26 giugno 2015, ore 17:45 | Canada | 3 – 2 (2-0; 0-1; 1-1) | Stati Uniti | (133 spett.) |

| Zugo 26 giugno 2015, ore 20:00 | Italia | 0 – 0 (0-0; 0-0; 0-0) | Rep. Ceca | (157 spett.) |

| Zugo 27 giugno 2015, ore 08:00 | Stati Uniti | 3 – 0 (1-0; 2-0; 0-0) | Svizzera | (185 spett.) |

| Zugo 27 giugno 2015, ore 8:30 | Italia | 3 – 1 (1-0; 1-0; 1-1) | Regno Unito | (33 spett.) |

| Zugo 27 giugno 2015, ore 13:00 | Canada | 4 – 2 (1-1; 0-1; 3-0) | Rep. Ceca | (79 spett.) |

## Fase finale

### Finale 5º/6º posto
| Zugo 28 giugno 2015, ore 08:00 | Svizzera | 6 – 0 (3-0; 1-0; 2-0) | Italia | (50 spett.) |

### Finale 3º/4º posto
| Zugo 28 giugno 2015, ore 12:30 | Slovacchia | 5 – 1 (0-0; 3-0; 2-1) | Stati Uniti | (88 spett.) |

### Finale
| Zugo 28 giugno 2015, ore 14:45 | Canada | 5 – 1 (1-0; 3-0; 1-1) | Rep. Ceca | (2.153 spett.) |

## Graduatoria finale
| Pos | Squadra     |
| --- | ----------- |
|     | Canada      |
|     | Rep. Ceca   |
|     | Slovacchia  |
| 4   | Stati Uniti |
| 5   | Svizzera    |
| 6   | Italia      |
| 7   | Regno Unito |